# Александър Бобанац
Александър Бобанац (1928 – 2008) е български скулптор. Завършва скулптура в ВИИИ „Николай Павлович“ в София през 1956 г. при проф. Марко Марков.